# Paizay-le-Tort
Pour les articles homonymes, voir Paizay.
Paizay-le-Tort est une commune déléguée de la commune de Melle située dans le centre-ouest de la France dans le département des Deux-Sèvres, en région Nouvelle-Aquitaine.

## Géographie
Paizay-le-Tort est dorénavant rattachée à l'ancien chef lieu de canton, Melle, comme Mazieres sur Béronne, Saint-Léger de la Martinière, et Saint Martin les Melle.
Le village est traversé par la Berlande, affluent de la Béronne, et village est composé de nombreux hameaux qui s'étirent de part et d'autre de la Berlande, jusque sur les plateaux environnants.
Les communes limitrophes sont Brioux-sur-Boutonne, Marcillé, et les communes déléguées de Melle.

## Économie
La commune déléguée de Paizay-le-Tort a une économie reposant essentiellement sur l'agriculture et l'élevage.
On y trouve cependant des artisans (menuiserie, maçonnerie/charpente).

## Histoire
Le 1er janvier 2019, la commune fusionne avec Mazières-sur-Béronne, Melle, Saint-Léger-de-la-Martinière et Saint-Martin-lès-Melle pour former la commune nouvelle de Melle dont la création est actée par un arrêté préfectoral du 27 juin 2018, après un vote à 6 voix contre 5 au sein du conseil municipal de Paizay le Tort en Décembre 2017.

## Politique et administration
| Période   | Période                   | Identité           | Étiquette | Qualité |
| --------- | ------------------------- | ------------------ | --------- | ------- |
| mars 2001 | réélue en 2008 et en 2014 | Jacqueline Bouchet |           |         |

La commune abrite deux écoles maternelles  (écoles André-Jolly) au sein d'un regroupement intercommunal avec Marcillé, dispose d'un stade, d'un parcours santé, d'un citystade, et d'une salle des fêtes totalement rénovée.

## Démographie
L'évolution du nombre d'habitants est connue à travers les recensements de la population effectués dans la commune depuis 1793. Pour les communes de moins de 10 000 habitants, une enquête de recensement portant sur toute la population est réalisée tous les cinq ans, les populations de référence des années intermédiaires étant quant à elles estimées par interpolation ou extrapolation. Pour la commune, le premier recensement exhaustif entrant dans le cadre du nouveau dispositif a été réalisé en 2008.

En 2016, la commune comptait 481 habitants, en évolution de +1,05 % par rapport à 2010 (Deux-Sèvres : +0,18 %, France hors Mayotte : +2,11 %).
| 1793 | 1800 | 1806 | 1821 | 1831 | 1836 | 1841 | 1846 | 1851 |
| ---- | ---- | ---- | ---- | ---- | ---- | ---- | ---- | ---- |
| 628  | 600  | 637  | 682  | 750  | 724  | 734  | 751  | 715  |

| 1856 | 1861 | 1866 | 1872 | 1876 | 1881 | 1886 | 1891 | 1896 |
| ---- | ---- | ---- | ---- | ---- | ---- | ---- | ---- | ---- |
| 721  | 687  | 645  | 626  | 630  | 683  | 676  | 687  | 642  |

| 1901 | 1906 | 1911 | 1921 | 1926 | 1931 | 1936 | 1946 | 1954 |
| ---- | ---- | ---- | ---- | ---- | ---- | ---- | ---- | ---- |
| 620  | 621  | 592  | 502  | 477  | 484  | 474  | 450  | 459  |

| 1962 | 1968 | 1975 | 1982 | 1990 | 1999 | 2006 | 2008 | 2013 |
| ---- | ---- | ---- | ---- | ---- | ---- | ---- | ---- | ---- |
| 449  | 462  | 415  | 426  | 468  | 455  | 464  | 467  | 485  |

| 2016 | - | - | - | - | - | - | - | - |
| ---- | - | - | - | - | - | - | - | - |
| 481  | - | - | - | - | - | - | - | - |

## Lieux et monuments

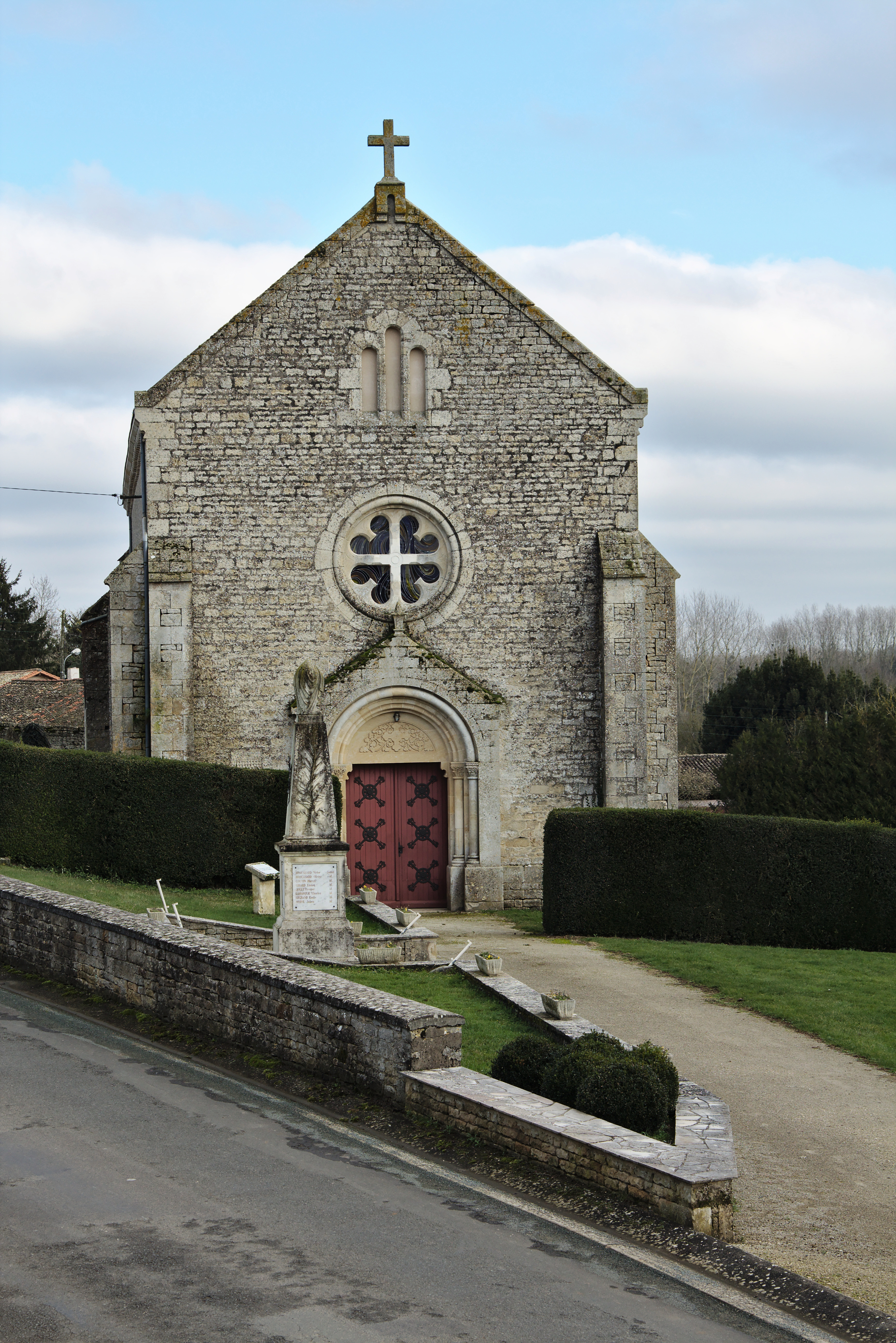
Prieuré de bénédictins Saint-Pierre-ès-Liens.
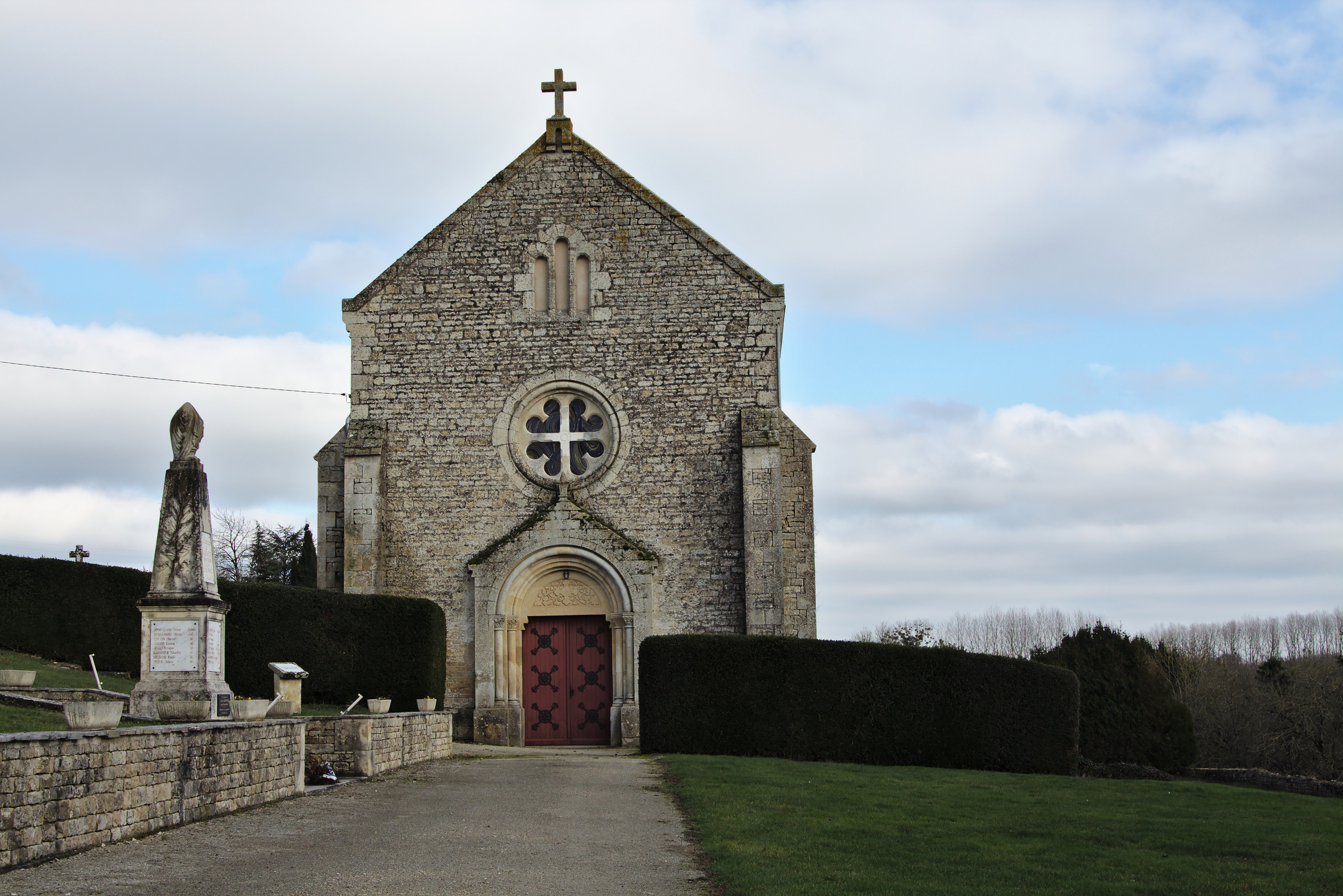
Prieuré de bénédictins Saint-Pierre-ès-Liens.
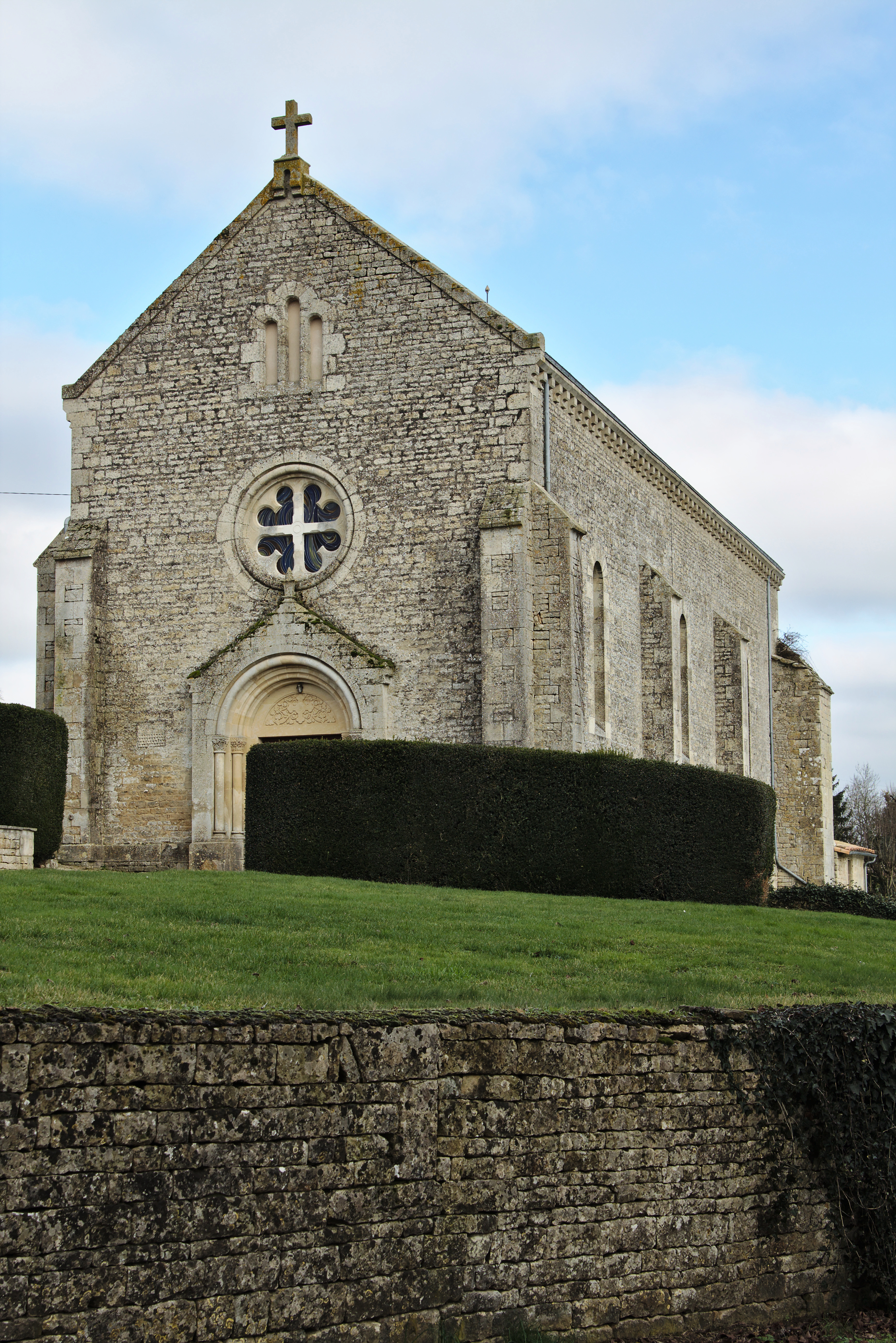
Prieuré de bénédictins Saint-Pierre-ès-Liens.

Château de Melzéard, partiellement détruit, dont le donjon et la tour datent du XVe siècle.

## Personnalités liées à la commune
- Pierre Frotier, XVe siècle, seigneur de Melzéart
- Ernest Jousseaume, organisateur en juin 1944 du maquis Fernand y résida de sa retraite à sa mort.
- Eugène Proust, ancien footballeur professionnel, y est né.
- André Jolly, écrivain patoisant y est né et y a vécu. les écoles de Paizay-le-Tort portent son nom depuis septembre 2014.
- René Hardy, résistant soupçonné d'avoir livré Jean Moulin à la Gestapo (acquitté de cette charge) y est enterré.
- Éric Guérit, ancien footballeur professionnel, y réside.